# Aphrodita alta
Aphrodita alta är en ringmaskart som beskrevs av Johan Gustaf Hjalmar Kinberg 1856. Aphrodita alta ingår i släktet Aphrodita och familjen Aphroditidae. Arten har ej påträffats i Sverige. Inga underarter finns listade i Catalogue of Life.